# 網野武博
網野 武博（あみの たけひろ、1942年 - ）は、日本の児童福祉学者。

## 人物・来歴
北海道生まれ。1965年東京大学教育学部教育心理学科卒業。厚生省児童家庭局児童福祉専門官、日本総合愛育研究所研究第５部長・調査研究企画部長、東京経済大学教授、1998年上智大学文学部教授、2007年東京家政大学教授、武蔵野大学客員教授。日本保育士養成協議会副会長。日本福祉心理学会常任理事、公益社団法人全国保育サービス協会会長、東京都児童福祉審議会委員長。

## 著書
- 『児童福祉学 <子ども主体>への学際的アプローチ』中央法規出版 2002

### 共編著
- 『心理臨床プラクティス 第6巻 (福祉心理臨床)』飯長喜一郎、乾吉佑共編 星和書店 1992
- 『子どもと家族 21世紀、日本社会に生きる子ども』浜野一郎共編 中央法規出版 シリーズ「家族」 1995
- 『新しい保育の基本用語事典 幼稚園教育要領保育所保育指針早わかり解説』柴崎正行,川合貞子共編著 明治図書出版 2000
- 『家族援助論』編著 建帛社 2002
- 『乳児保育』新版 杤尾勲共編 チャイルド本社 現代保育研究シリーズ 2003
- 『養護原理』新版 杤尾勲共編 チャイルド本社 現代保育研究シリーズ 2003
- 『児童福祉の新展開』編著 同文書院 保育・教育ネオシリーズ 2004
- 『児童福祉基本法制』全20巻 柏女霊峰,新保幸男共編 日本図書センター 児童福祉文献ライブラリー 2005‐06
- 『「幼保一体化」から考える幼稚園・保育所の経営ビジョン』無藤隆,神長美津子共編著 ぎょうせい 2005
- 『これからの保育者にもとめられること』無藤隆,増田まゆみ,柏女霊峰共著 ひかりのくに 2006
- 『児童養護』全20巻 柏女霊峰,新保幸男共編 日本図書センター 児童福祉文献ライブラリー 2007‐08
- 『保育所運営マニュアル 子育て環境の変化と保育所の子育て支援』3訂 迫田圭子,杤尾勲共編 中央法規出版 2007
- 『保育を創る8つのキーワード 「平成20年改定」保育所保育指針解説』大場幸夫,増田まゆみ共編著 フレーベル館 2008
- 『子ども家庭福祉の新展開』柏女霊峰共編著 前橋信和,尾木まり,才村純,加藤博仁著 同文書院 保育・教育ネオシリーズ 2009
- 『新保育所保育指針の展開 保育の真髄を伝える』増田まゆみ,天野珠路共著 明治図書出版 2009
- 『0～1歳児のすべてがわかる! 保育力がグーンとアップする生活・遊び・環境づくりの完全ナビ』阿部和子共編著 明治図書出版 2012‐13

### 翻訳
- 英国保健省編『英国の児童ケア:その新しい展開』林茂男共監訳 中央法規出版 1995

## 参考
- [ISBN 978-4-18-025618-1]
- プロフィール